# К'єс-д'Альпаго
К'єс-д'Альпаго, К'єс-д'Альпаґо (італ. Chies d'Alpago, вен. Chies d'Alpago) — муніципалітет в Італії, у регіоні Венето, провінція Беллуно.
К'єс-д'Альпаго розташовані на відстані близько 480 км на північ від Рима, 85 км на північ від Венеції, 15 км на схід від Беллуно.
Населення — 1397 осіб (2014).

## Демографія
Населення за роками:

Станом на 1 січня 2023 року в муніципалітеті офіційно проживав 41 іноземець з 15 країн, серед них 15 громадян країн Євросоюзу та 5 громадян України.

## Сусідні муніципалітети
- Барчис
- Клаут
- Альпаго
- Тамбре